# Le cameriere
Le cameriere è un film del 1959 diretto da Carlo Ludovico Bragaglia.

## Trama
Gabriella lavora presso una lussuosa villa come cameriera. Per lei iniziano i guai quando in un locale notturno un ladro ruba la trousse d'oro della padrona. Viene messa in prigione, e per non compromettere la sua carriera e la relazione col fidanzato, le sue amiche e colleghe decidono di aiutarla, facendo le ricerche assieme ad avvocati e playboy; dopo varie peripezie arrivano a trovare il famigerato ladro e contribuiscfono a farlo arrestare.

## Colonna sonora
- Tu mi fai girar la testa, di Norbert Glanzberg e J. Costantin-Larici, cantata da Anita Traversi.